# Jelyzaveta Lymar
Jelyzaveta Lymar (ukrainska: Єлизавета Лимар), född 12 juni 2005, är en ukrainsk konstsimmare.

## Karriär
Vid konstsim-EM 2025 i Funchal var Lymar en del av Ukrainas lag som tog silver i både det tekniska och akrobatiska lagprogrammet.